# Căn hộ cao cấp

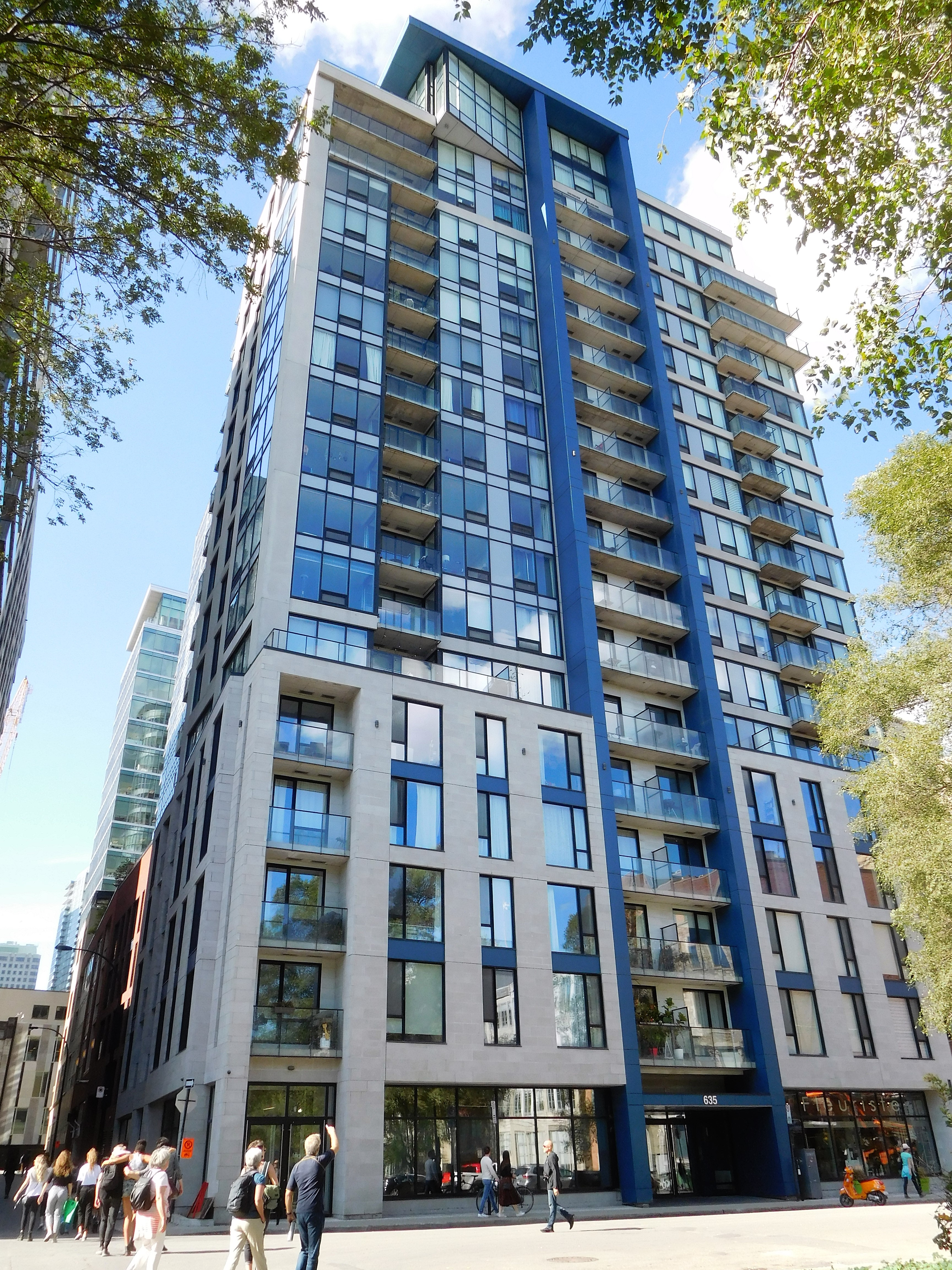
Một căn hộ cao cấp

Căn hộ cao cấp (tiếng Anh: condominium; gọi tắt là nhà condo) hay căn hộ chung cư là một khái niệm bắt nguồn từ phương Tây chỉ đến một tổ hợp bất động sản lớn trong đó một tòa chung cư được chia thành các đơn vị riêng lẻ để mua bán, bao xung quanh là các khu vực sở hữu chung được gọi là không gian chung (VD hành lang, lối đi, thang máy, vỉa hè...). Các căn hộ chung cư trong một tòa chung cư lớn sẽ thuộc sở hữu riêng biệt, được cấp sổ hồng riêng nên có thể mua bán, cho thuê trao đổi một cách độc lập. Ngoài các căn chung cư, một tòa nhà chung cư cũng có thể có các tài sản cộng đồng khác như bãi giữ xe, khu vui chơi, công viên. Các học giả đã tìm được bằng chứng cho thấy người ta sử dụng căn hộ chung cư dưới dạng hưởng dụng sớm nhất được biết đến là từ một tập tài liệu có niên đại từ thời nhà nước Ba-bi-lon (Lưỡng Hà) thế kỷ thứ 1..